# Zulkifilu Rabiu
Zulkifilu Muhammad Rabiu (Nigeria, 1 de enero de 2002) es un futbolista nigeriano que juega en la posición de defensa y su equipo actual es el Plateau United de la Liga Premier de Nigeria.

## Trayectoria
En el 2019 fue fichado por el Plateau United.

## Selección nacional
Rabiu fue convocado el 4 de julio de 2021 para disputar el partido amistoso frente a México.

## Clubes

### Estadísticas
| Club                   | Div.          | Temporada     | Liga  | Liga  | Copas nacionales | Copas nacionales | Torneos internacionales | Torneos internacionales | Total | Total |
| Club                   | Div.          | Temporada     | Part. | Goles | Part.            | Goles            | Part.                   | Goles                   | Part. | Goles |
| ---------------------- | ------------- | ------------- | ----- | ----- | ---------------- | ---------------- | ----------------------- | ----------------------- | ----- | ----- |
| Plateau United Nigeria | 1.ª           | 2018-19       | 1     | 0     | 0                | 0                | 0                       | 0                       | 1     | 0     |
| Plateau United Nigeria | 1.ª           | 2019-20       | 1     | 0     | 0                | 0                | 0                       | 0                       | 1     | 0     |
| Plateau United Nigeria | 1.ª           | 2020-21       | 22    | 11    | 0                | 0                | 0                       | 0                       | 22    | 11    |
| Plateau United Nigeria | Total club    | Total club    | 24    | 11    | 0                | 0                | 0                       | 0                       | 24    | 11    |
| Total carrera          | Total carrera | Total carrera | 24    | 11    | 0                | 0                | 0                       | 0                       | 24    | 11    |